# Jorge Molist

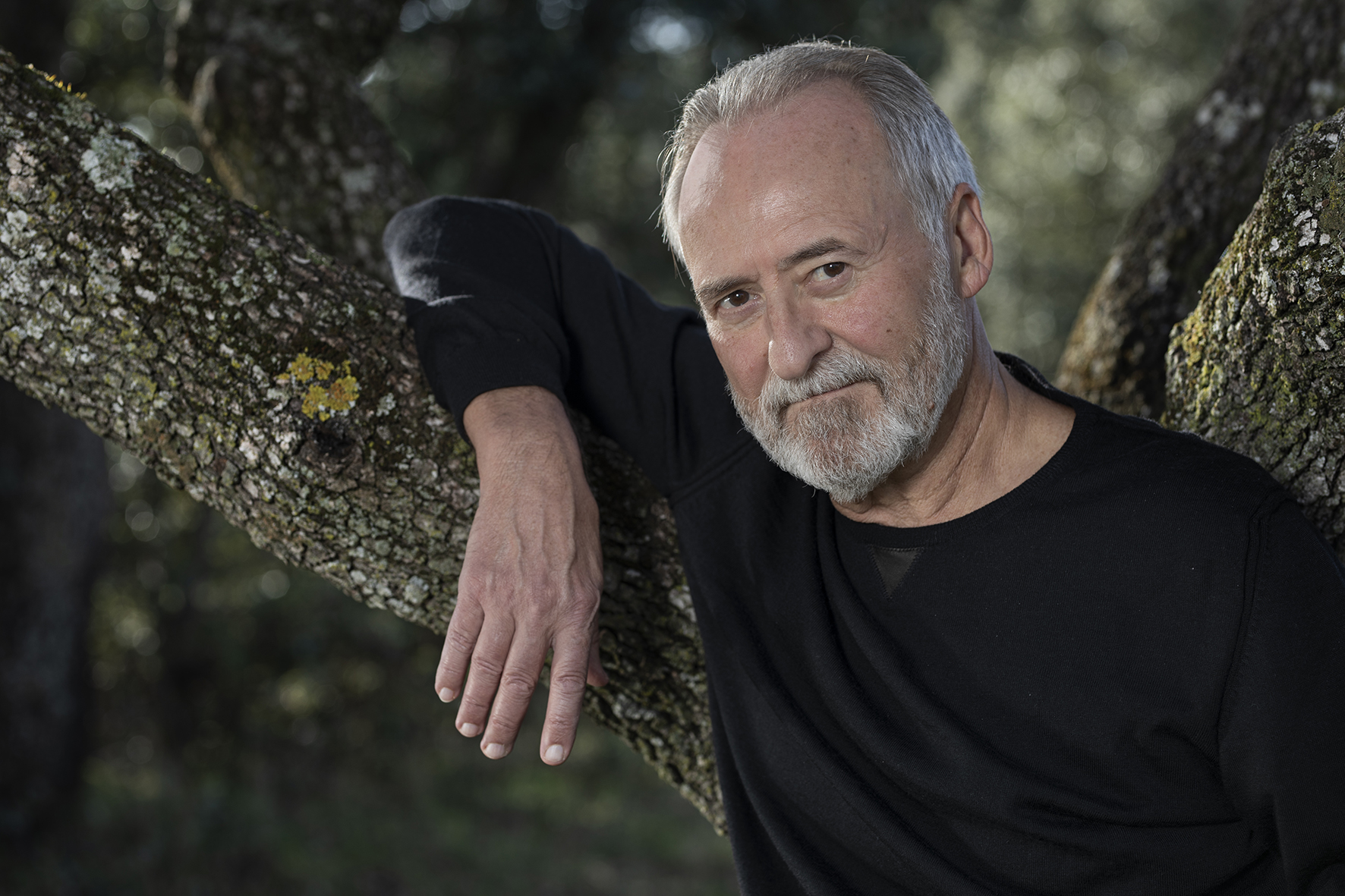
Jorge Molist

Jorge Molist (* 1951 in Barcelona) ist ein spanischer Ingenieur und Schriftsteller.

## Leben
Molist verbrachte seine Kindheit und Jugend in Barcelona, meist in den Stadtteilen El Raval und Gràcia. Er absolvierte dort auch seine Schulzeit und studierte an der Universitat Politècnica de Catalunya Ingenieurwissenschaften.
Nach erfolgreichem Abschluss seines Studiums absolvierte er seinen Militärdienst und arbeitete im Anschluss daran als Ingenieur für verschiedene große spanische wie auch US-amerikanische Firmen.
Um 1995 ließ Molist die literarischen Schreibversuche aus seinem Studium wieder aufleben. Nach mehreren Anläufen konnte er 2000 mit dem Roman El Anillo erfolgreich debütieren. Sein historischer Roman Canción de sangre y oro wurde 2018 mit dem Fernando-Lara-Preis ausgezeichnet.
Derzeit (2013) lebt Molist zusammen mit seiner Familie wieder in seiner Heimatstadt Barcelona.

## Werke (Auswahl)
- El Anillo. La herencia del último templario. Martínez Rocca, Barcelona 2004, ISBN 84-270-3020-7.
  - Das zweite Testament. Roman. Heyne, München 2006, ISBN 978-3-453-35108-0.
- El retorno Cátaro. Martínez Rocca, Barcelona 2005, ISBN 84-270-3133-5.
  - Hüter des Tempels. Roman. Heyne, München 2007, ISBN 978-3-453-81090-7.
- La reina oculta. Una dama, dos rivales, tres enigmas. Martínez Rocca, Barcelona 2007, ISBN 978-84-270-3341-2.
  - Die letzte Erbin. Roman. Heyne, München 2008, ISBN 978-3-453-81178-2.
- Prométeme que serás libre. Círculo de Lectores, Barcelona 2011, ISBN 978-84-672-4386-4.
  - Am Horizont die Freiheit. Historischer Roman. Fischer Scherz, Frankfurt/M. 2013, ISBN 978-3-651-00038-4.
- Canción de sangre y oro. Planeta, 2018